# Spinosauridae
Spinosauridae („spinosauridi/trnití ještěři“) byla čeleď specializovaných teropodních dinosaurů, žijících v období svrchní jury až svrchní křídy (asi před 148 až 93 miliony let) na území dnešní Jižní Ameriky, Afriky, Evropy a východní Asie. Výskyt skupiny na území Severní Ameriky zatím nebyl bezpečně prokázán, je však poměrně pravděpodobný. Spinosauři byli pravděpodobně jedinými známými "obojživelnými" teropody značně velkých tělesných rozměrů.

## Historie a systematika
Fosilní zuby spinosauridů byly známé již ve 20. letech 19. století (ačkoliv tehdy nemohly být správně určeny), prvním formálně popsaným druhem tak byl až Spinosaurus aegyptiacus, a to v roce 1915. Byl formálně popsán na základě fosilií, objevených v roce 1912 rakouským rodákem z Čech, Richardem Markgrafem.
Tato skupina byla lépe pochopena až na konci 20. století, stále však nejsou známé její přesné vývojové trendy, geografické rozšíření a doba výskytu. Ukazuje se také, že taxonomie skupiny byla poměrně složitá, a to zejména kvůli výrazné morfologické variabilitě jednotlivých taxonů. Například odborná práce, vydaná v květnu roku 2020, shledává druh Sigilmassasaurus brevicollis za formálně neplatný, ve skutečnosti se má jednat o mladší synonymum druhu Spinosaurus aegyptiacus (stejně jako domnělý další druh spinosaura, S. maroccanus).

## Popis a paleobiologie
Spinosauridi byli velcí až obří dravci s charakteristicky úzkými "krokodýlovitými" čelistmi a zuby bez vroubkování. Většina druhů se zřejmě živila rybami, nepohrdli však ani mršinami velkých obratlovců nebo případným aktivním lovem. Někteří se živili i oportunisticky, například ptakoještěry, jak ukázal objev z roku 2004. Skupina byla pojmenována německým paleontologem baronem Ernstem Stromerem v roce 1915, ačkoliv jejich fosilie byly známé již v první polovině 19. století. Nápadným znakem spinosauridů byl také zvětšený dráp na jednom z prstů přední končetiny, který mohl souviset s predátorským stylem jejich života. Adaptace na obojživelný způsob života je u nich prokázán již v období rané křídy, a to u velkého jedince spinosaurida z Jižní Ameriky (Brazílie).
Výzkum izolovaných fosilií zubů spinosauridů z Maroka ukázal, že spinosaurům a jejich příbuzným se zuby plně zformovaly za méně než 271 dní (zhruba 9 měsíců), přičemž obnova jejich dentice trvala asi 59 až 68 dní (přibližně dva měsíce). Z toho důvodu jsou také fosilní zuby spinosauridů velmi početné a dají se nalézt ve značných množstvích.
Výzkum mozkoven bazálních zástupců této skupiny (rody Baryonyx a Ceratosuchops) ukázal, že při vývoji nových adaptací (jako je přechod k semiakvatickému způsobu života) nebyly u spinosauridů nezbytné výrazné změny ve velikosti a struktuře mozku. Konzervativní tvar a velikost mozkoven přetrvala po velkou část doby evoluce těchto teropodních dinosaurů.

## Rozměry
Největším a zároveň nejznámějším zástupcem čeledi je samotný nominotypický druh Spinosaurus aegyptiacus. Tento severoafrický predátor byl zřejmě největším (nebo přinejmenším nejdelším) známým teropodem vůbec. V roce 2006 bylo odhadnuto, že délka spinosaura mohla dosáhnout asi 16 až 18 metrů. Také pozdější studie přicházejí s odhadem délky přes 14 nebo 15 metrů. Zhruba 14 metrů délky mohl dosahovat i příbuzný druh Oxalaia quilombensis z Brazílie. Jiným dobře známým spinosauridem byl západoevropský Baryonyx walkeri z jižní Anglie, ten byl ale již podstatně menší (délka kolem 7 metrů).
Také na území západní Evropy však žili obří spinosauridi s tělesnou délkou nad 15 metrů, jak ukázaly objevy z ostrova Wight. Tito raně křídoví zástupci spinosauridů mohli představovat největší dosud známé evropské teropody.

## Obojživelný způsob života
Vědecká studie z roku 2010 potvrdila, že někteří spinosauridi trávili značnou část života ve vodním prostředí, kde pravděpodobně lovili ryby a jiné vodní živočichy. Novější fosilní materiál spinosauridů z Maroka potvrdil, že i na lebce měli tito teropodi množství adaptací pro obojživelný způsob života (například očnice "zvednuté" nad rovinu preorbitální části krania, podobně jako je tomu u současných krokodýlů nebo hrochů). Spinosauridi tedy představovali jedny z mála dinosaurů, přímo adaptovaných na dlouhodobý pobyt ve vodě (zejména v řekách a jezerech).
V případě samotného druhu Spinosaurus aegyptiacus byla doložena přítomnost vysokého a zploštělého ocasu, majícího podobu jakési ploutve, která mohla laterálním vlněním pohánět dinosaura při pohybu vodou. Účinnost ocasu jako pohonné jednotky byla stejná jako u současných krokodýlů a některých ocasatých obojživelníků. Jedná se o další doklad výrazné anatomické adaptace pro život ve vodním živlu. Na rozdíl od ostatních teropodů navíc spinosauridi postrádali dutiny v kostech, což byla pravděpodobně druhotná adaptace na život ve vodě a na časté potápění.
Také u druhu Irritator chalengeri byly prokázány adaptace pro pobyt ve vodním prostředí. Výzkum neuroanatomie lebky tohoto spinosauridního teropoda dokládá, že se pravděpodobně jednalo o piscivorní (rybožravý) druh, který byl anatomicky dobře uzpůsoben k rychlým výpadům pod vodní hladinu, sloužícím právě k lovu ryb a jiných vodních obratlovců.
Podle odborné práce, publikované v březnu roku 2022 byl spinosaurus skvěle uzpůsoben pro aktivní lov přímo pod hladinou vody.

## Klasifikace
- Nadčeleď Megalosauroidea
  - Čeleď Spinosauridae
    - Iberospinus natarioi
    - Ostafrikasaurus crassiserratus
    - Siamosaurus suteethorni
    - "Sinopliosaurus fusuiensis"
    - Vallibonavenatrix cani
    - Podčeleď Baryonychinae
      - Baryonyx walkeri
      - Camarillasaurus cirugedae
      - Ceratosuchops inferodios
      - Cristatusaurus lapparenti
      - Protathlitis cinctorrensis
      - Riojavenatrix lacustris
      - Riparovenator milnerae
      - Suchomimus tenerensis
      - Suchosaurus cultridens
      - Ichthyovenator laosensis

    - Podčeleď Spinosaurinae
      - Irritator challengeri
      - Angaturama limai (zřejmě synonymum irritatora)
      - Oxalaia quilombensis[26]
      - Sigilmassasaurus brevicollis
      - Spinosaurus aegyptiacus